# FKDZ
FKDZ（エフケーディーゼット）は、結成当時芸歴10年前後で都内でライブを中心に活動していた実力派芸人によるスペシャルユニット。2010年に「FKD48」として発足し、2015年5月23日に「FKDZ」へと改名。「FKD」は「ふきだまり」を意味する。お笑い芸人不遇の時代だからこそ、事務所の垣根を超え、ライブシーンからムーブメントを起こすために結成された。ロゴデザインのコンセプトは「風格」。真面目さ、真摯さをイメージできるようにデザインされている。

## 概要
2011年、磁石・永沢たかしが当時、芸歴10年前後で「実力はあるのに吹きだまっている」と呼ばれる各事務所の芸人たちを集めてユニットを結成。元々は発起人である永沢がリーダーに就任していたが、2016年1月からアルコ&ピース・酒井健太がリーダーとして活動、2019年5月からは三拍子・高倉陵がリーダーとなる。

## 来歴
- 2011年、グループ結成。
- 2011年1月31日、初のイベント、第1回公演『FKD48 1st LIVE～始動～』を東京、座・高円寺2で開催。
- 2011年5月20日、第2回公演 『FKD48 2nd LIVE〜躍動〜総選挙&春の新ネタ祭り』において、永沢が初代センターに選ばれる。
- 2011年、「キングオブコント2011」で鬼ヶ島、トップリードの2組が決勝に進出、鬼ヶ島が5位、トップリードが8位（最下位）。
- 2011年、「THE MANZAI2011」にて、アルコ&ピース、磁石、流れ星、Hi-Hi、風藤松原の5組が認定漫才師に選出され、このうち磁石、Hi-Hiの2組が決勝トーナメントに進出。Hi-HiはBグループを1位で通過し総合4位になる[注 1]。
- 2011年12月、鬼ヶ島、ダーリンハニーの2組が卒業。
- 2012年1月26日、『フジテレビからの～！』（フジテレビ系列）にてFKD48が紹介される。
- 2012年4月24日、『FKD48 5th LIVE～明確～』にて、鬼ヶ島とダーリンハニーの穴を埋めるための新メンバーオーディションを開催。エルシャラカーニ（サンミュージックプロダクション）、やまもとまさみ（当時：マセキ芸能社、フリーを経て現：佐藤企画）、キャプテン渡辺（SMA）、スパローズ（浅井企画）の4組が参加するが、全組、FKD48入りを断る。
- 2012年8月28日、『FKD企画LIVE～一心同体～』にて即興ネタトーナメントを開催。川元文太（ダブルブッキング）と篠宮暁（オジンオズボーン）ペアが優勝。
- 2012年、「キングオブコント2012」でかもめんたる、トップリードの2組が決勝に進出。かもめんたるが3位に輝くも、トップリードは2年連続の8位（最下位）。
- 2012年、「THE MANZAI2012」でアルコ&ピース（2年連続）、オジンオズボーン、三拍子、磁石（2年連続）、タイムマシーン3号、流れ星（2年連続）、Hi-Hi（2年連続）、風藤松原（2年連続）、マシンガンズが認定漫才師に選出。このうちアルコ&ピース、オジンオズボーン、磁石の3組が決勝トーナメントに進出し、アルコ&ピースがCグループを1位で通過、決勝3位となる。
- 2013年4月16日、「FKD48 6th LIVE～確信～第2回総選挙結果発表!」で、永沢が2回連続センターに選ばれる[3]。
- 2013年、「キングオブコント2013」にて、かもめんたる、アルコ&ピースの2組が決勝に進出。かもめんたるは優勝、アルコ＆ピースは7位にランクインする。
- 2013年、「THE MANZAI2013」にて、アルコ&ピース（3年連続）、オジンオズボーン（2年連続）、三拍子（2年連続）、磁石（3年連続）、流れ星（3年連続）、Hi-Hi（3年連続）、風藤松原（3年連続）の7組が認定漫才師に選出され、このうちオジンオズボーン、風藤松原、ワイルドカード決定戦から勝ち上がった流れ星の3組が決勝トーナメントに進出。
- 2014年、「THE MANZAI2014」にて、三拍子（3年連続）、磁石（4年連続）、トップリード、流れ星（4年連続）の4組が認定漫才師に選出され、このうち磁石が決勝トーナメントに進出。流れ星と三拍子がワイルドカード決定戦に進出し、三拍子がワイルドカード決定戦を勝ち上がり決定トーナメントへ進出。
- 2015年5月23日、FKD48からFKDZへ改名して初のイベント『-FKDZ始動-FKDプレミアムトークライブ』を開催。キャッチコピーは「割と会えるおじさん 完熟ヒーロー」とし、岡安章介（ななめ45°）が作詞・作曲したテーマソングを作成。
- 2015年12月、「M-1グランプリ2015」でタイムマシーン3号が決勝に進出。結果は4位[注 2]。
- 2016年1月より、リーダーが永沢から2代目となる酒井に交代。
- 2016年2月18日、19日の2日間、初の2DAYS公演『FKDZ 10th LIVE 2days』を東京、座・高円寺2で開催。FKDZの弟分ユニットとして「三代目F soul Brothers」のオーディション企画を開催。ぐりんぴーす（太田プロダクション）、笑劇戦隊（ワタナベエンターテインメント）、三福エンターテイメント（プロダクション人力舎）、なすなかにし（松竹芸能）の4組から三福エンターテイメントが選ばれた。
- 2016年、「キングオブコント2016」にてかもめんたる、タイムマシーン3号の2組が決勝に進出。タイムマシーン3号が4位、かもめんたるが5位となる。
- 2018年2月6日を以てトップリードが解散し、新妻は芸人を引退したため以後のライブには和賀のみが出演。
- 2019年5月のトークライブで高倉が3代目リーダーに就任。
- 2022年、第1回「G-1グランプリ」にて、三拍子、磁石、流れ星☆の3組が決勝に進出[注 3]。このうち磁石は優勝、流れ星☆は準優勝、三拍子は7位だったがネット投票アーカイブ対決で1位となった。
- 2022年12月にオジンオズボーンが解散し、高松は芸人を引退したため以後のライブには篠宮のみが出演。
- 2023年、第2回「G-1グランプリ」にて、ななめ45°が決勝に進出。
- 2023年、「THE SECOND 〜漫才トーナメント〜」にて、流れ星☆、Hi-Hi、かもめんたる、タイムマシーン3号、マシンガンズの5組がノックアウトステージに選出され、このうちマシンガンズがグランプリファイナルに進出。
- 2024年、「THE SECOND 〜漫才トーナメント〜」にて、流れ星☆、かもめんたる、タイムマシーン3号、マシンガンズの4組がノックアウトステージに選出され[注 4]、このうちタイムマシーン3号がグランプリファイナルに進出。4月24日に西堀亮（マシンガンズ）、磁石、流れ星☆、三拍子、Hi-Hi、ななめ45°、篠宮暁（元オジンオズボーン）、風藤松原、キャン×キャン、和賀勇介（元トップリード）がメンバ－として出演するライブ「FKD48〜Z伝説再び〜」開催予定[4]。

## 所属グループ
| グループ名         | メンバー1  | メンバー2    | メンバー3 | 所属事務所                        | 結成年 |
| ------------------ | ---------- | ------------ | --------- | --------------------------------- | ------ |
| 磁石               | 永沢たかし | 佐々木優介   |           | ホリプロコム                      | 2000年 |
| アルコ&ピース      | 平子祐希   | 酒井健太     |           | 太田プロダクション                | 2006年 |
| かもめんたる       | 岩崎う大   | 槇尾ユウスケ |           | サンミュージックプロダクションGET | 2007年 |
| キャン×キャン      | ゆっきー   | 玉城俊幸     |           | ライジングプロダクション          | 1999年 |
| 三拍子             | 高倉陵     | 久保孝真     |           | サンミュージックプロダクションGET | 2001年 |
| タイムマシーン3号  | 山本浩司   | 関太         |           | 太田プロダクション                | 2000年 |
| ダブルブッキング   | 川元文太   | 黒田俊幸     |           | ホリプロコム→フリー               | 1998年 |
| 流れ星☆            | たきうえ   | ちゅうえい   |           | 浅井企画                          | 2000年 |
| ななめ45°          | 岡安章介   | 土谷隼人     | 下地輝明  | ホリプロコム                      | 2000年 |
| Hi-Hi              | 上田浩二郎 | 岩崎一則     |           | ケイダッシュステージ              | 1994年 |
| 風藤松原           | 風藤康二   | 松原義和     |           | 太田プロダクション                | 2003年 |
| マシンガンズ       | 滝沢秀一   | 西堀亮       |           | 太田プロダクション                | 1998年 |
| 元トップリード     | 和賀勇介   |              |           | 太田プロダクション                | 2001年 |
| 元オジンオズボーン | 篠宮暁     |              |           | 松竹芸能                          | 1999年 |

### 元メンバー
| グループ名         | メンバー1 | メンバー2  | メンバー3 | 所属事務所           | 結成年 | 備考                                 |
| ------------------ | --------- | ---------- | --------- | -------------------- | ------ | ------------------------------------ |
| 鬼ヶ島             | 野田祐介  | おおかわら | 和田貴志  | プロダクション人力舎 | 2007年 | 2011年12月を以て卒業。               |
| ダーリンハニー     | 長嶋智彦  | 吉川正洋   |           | 太田プロダクション   | 1994年 | 2011年12月を以て卒業。               |
| 元トップリード     | 新妻悠太  |            |           | 太田プロダクション   | 2001年 | 2018年2月6日、不祥事のため引退。     |
| 元オジンオズボーン | 高松新一  |            |           | 松竹芸能             | 1999年 | 2022年12月にコンビ解散と同時に引退。 |

## 担当
| グループ名        | メンバー   | キャッチフレーズ                                   | 担当カラー     | 担当                                       | チーム |
| ----------------- | ---------- | -------------------------------------------------- | -------------- | ------------------------------------------ | ------ |
| 磁石              | 永沢       | 涙のプンプンプリンス                               | 赤             | キャプテン                                 | F      |
| 磁石              | 佐々木     | 優しいお父さん                                     | 青             | クール担当→のんびり担当                    | K      |
| アルコ＆ピース    | 平子       | 寸劇の巨人                                         | 金             | ナルシスト担当→ダンディ担当                | F      |
| アルコ＆ピース    | 酒井       | 花より平子                                         | オレンジ       | スポーツ担当→癒し担当                      | K      |
| オジンオズボーン  | 篠宮       | 小二病患者                                         | 黒             | 元気担当                                   | F      |
| オジンオズボーン  | 高松       | オジンゆずボーン                                   | 黄             | お笑い担当→千葉担当                        | K      |
| かもめんたる      | う大       | お笑い知能犯                                       | 深緑色         | 頭いい人担当                               | K      |
| かもめんたる      | 槇尾       | カマ♡メンタル                                      | ビリジアン     | 天狗担当→演技派担当                        | F      |
| キャン×キャン     | 長浜       | 都会に迷い込んだシーサー                           | モスグリーン   | 歌がうまい担当                             | D      |
| キャン×キャン     | 玉城       | 禿人（はげんちゅ）ぬ宝                             | こげ茶色       | オカマ担当                                 | K      |
| 三拍子            | 高倉       | ふんどし蕎麦職人                                   | 銀             | ダンディ担当→正統派担当                    | D      |
| 三拍子            | 久保       | 重量級おしゃべりマシーン                           | 茶色           | デブ担当                                   | D      |
| タイムマシーン3号 | 山本       | ナンパ大好きナン顔男                               | 緑             | スケベ担当                                 | F      |
| タイムマシーン3号 | 関         | 重量級おしゃべりマシーン                           | 若竹色         | 眼鏡担当                                   | D      |
| ダブルブッキング  | 川元       | 闇が産み落とした影                                 | オフホワイト   | ネガティブ担当→ネガティブ（サイコ）担当    | F      |
| ダブルブッキング  | 黒田       | 副業お笑い芸人                                     | 黄緑色         | ダンス担当                                 | D      |
| 流れ星☆           | 瀧上       | 炎上系イケ面倒くさい男子                           | 紫             | 男前担当→男前（痛い）担当                  | F      |
| 流れ星☆           | ちゅうえい | ナチュラルボーンギャグマシーン                     | グレー         | 真面目担当                                 | D      |
| ななめ45°         | 岡安       | 世界の車掌から                                     | 藍色           | 可愛い担当                                 | D      |
| ななめ45°         | 土谷       | 彩の国のツッコミ狐                                 | 黄土色         | 熱血担当                                   | K      |
| ななめ45°         | 下池       | 他力本願児                                         | 群青色         | 天然担当                                   | F      |
| Hi-Hi             | 上田       | 吉本生まれ、ケイダッシュ育ち、劇場の奴らは大体後輩 | あずき色       | 特に吹きだまっている担当→テキトー担当      | K      |
| Hi-Hi             | 岩崎       | 浦和の汚点                                         | 肌色           | おっさん担当                               | K      |
| 風藤松原          | 風藤       | FKD48の平均                                        | 紺色           | 不良担当→介護担当                          | K      |
| 風藤松原          | 松原       | ドクターストップマツバラちゃん                     | ミントグリーン | 変態担当                                   | K      |
| マシンガンズ      | 滝沢       | 本当はかなり優しい芸人さん                         | 若草色         | 暴れん坊担当                               | F      |
| マシンガンズ      | 西堀       | 今世紀最大のコソドロフェイス                       | うぐいす色     | 毒舌担当                                   | K      |
| トップリード      | 新妻       | 酒と涙とコントと女装                               | 白             | いい人担当                                 | F      |
| トップリード      | 和賀       | WAGA FOR ALL，ALL FOR WAGA                         | ピンク         | キャラがない担当→痛点がない担当→オタク担当 | D      |

### 各チームのリーダー
- チームF リーダー：永沢たかし（磁石）
- チームK リーダー：上田浩二郎（Hi-Hi）
- チームD リーダー：和賀勇介（トップリード）

## 吹きだまっている理由
メンバーが吹きだまっている理由を本人たちは以下のように分析している。
| グループ名        | 吹きだまっている理由                             |
| ----------------- | ------------------------------------------------ |
| 磁石              | 自分達に悪いところはない！と思い込んでいるところ |
| アルコ＆ピース    | 平子がメンヘラだから                             |
| オジンオズボーン  | 松竹（松竹芸能に所属しているから）               |
| かもめんたる      | パワーがない                                     |
| キャン×キャン     | よくホームシックになる                           |
| 三拍子            | 圧迫感がある                                     |
| タイムマシーン3号 | M-1グランプリの決勝に行ってもあまり売れなかった  |
| ダブルブッキング  | お互いの方向性が違う                             |
| 流れ星☆           | 瀧上がツイッターで彼女募集した                   |
| ななめ45°         | 下池に原因がある                                 |
| Hi-Hi             | 朝早い仕事が苦手                                 |
| 風藤松原          | 頑張らない                                       |
| マシンガンズ      | 悪人にみられる                                   |

メンバーが吹きだまっている理由を他のメンバーが分析している。
| グループ名        | 吹きだまっている理由                         | 評価者                 |
| ----------------- | -------------------------------------------- | ---------------------- |
| 磁石              | 泣き過ぎて涙が安い                           | アルコ＆ピース・平子   |
| アルコ＆ピース    | 気が付いたらTwitterでケンカばかりしている    | マシンガンズ・滝沢     |
| オジンオズボーン  | 篠宮がここぞというときにフィーバーを出さない | トップリード・和賀     |
| かもめんたる      | 槇尾の女装の熱をもう少しコントに             | 三拍子・高倉           |
| キャン×キャン     | 沖縄弁とか沖縄のこととかもうお腹いっぱい     | ダブルブッキング・川元 |
| 三拍子            | 単独ライブのやりすぎ                         | ななめ45°・岡安        |
| タイムマシーン3号 | 山本のおしゃれパーマが気持ち悪い             | 流れ星・ちゅうえい     |
| ダブルブッキング  | ちょうどいいテンションの人がいない           | タイムマシーン3号・関  |
| 流れ星☆           | ツッコミがいない                             | 磁石・永沢             |
| ななめ45°         | シモイ、シモイ、シモイグサー！いやシモヤケ   | オジンオズボーン・篠宮 |
| Hi-Hi             | 上田しか奢ってくれない                       | 風藤松原・風藤         |
| 風藤松原          | スポットライトが似合わない                   | かもめんたる・う大     |
| マシンガンズ      | 西堀が本当はマジメ                           | Hi-Hi・上田            |

## 選抜総選挙

### 第1回
| 順位 | メンバー                | 得票数 | 順位 | メンバー               | 得票数 | 順位             | メンバー               | 得票数           |
| ---- | ----------------------- | ------ | ---- | ---------------------- | ------ | ---------------- | ---------------------- | ---------------- |
| 1位  | 磁石・永沢              | 1341票 | 13位 | トップリード・和賀     | 82票   | 25位             | マシンガンズ・西堀     | 43票             |
| 2位  | 流れ星・瀧上            | 673票  | 14位 | かもめんたる・槇尾     | 81票   | 26位             | ダーリンハニー・長嶋   | 42票             |
| 3位  | 磁石・佐々木            | 462票  | 15位 | 鬼ヶ島・野田           | 79票   | 27位             | 風藤松原・松原         | 41票             |
| 4位  | 三拍子・高倉            | 240票  | 16位 | 風藤松原・風藤         | 77票   | 28位             | ダブルブッキング・黒田 | 38票             |
| 5位  | タイムマシーン3号・関   | 232票  | 17位 | 鬼ヶ島・大川原         | 75票   | 29位             | アルコ＆ピース・酒井   | 33票             |
| 6位  | タイムマシーン3号・山本 | 206票  | 18位 | ダブルブッキング・川元 | 74票   | 30位             | オジンオズボーン・高松 | 31票             |
| 7位  | 流れ星・ちゅうえい      | 205票  | 19位 | ダーリンハニー・吉川   | 73票   | 31位             | Hi-Hi・岩崎            | 26票             |
| 8位  | オジンオズボーン・篠宮  | 155票  | 19位 | ななめ45°・岡安        | 73票   | 32位             | ななめ45°・下池        | 23票             |
| 9位  | Hi-Hi・上田             | 139票  | 21位 | 鬼ヶ島・和田           | 68票   | 33位             | キャン×キャン・長浜    | 15票             |
| 10位 | トップリード・新妻      | 112票  | 22位 | ななめ45°・土谷        | 67票   | 34位             | キャン×キャン・玉城    | 14票             |
| 11位 | アルコ＆ピース・平子    | 102票  | 23位 | マシンガンズ・滝沢     | 58票   | 総投票数：5111票 | 総投票数：5111票       | 総投票数：5111票 |
| 12位 | 三拍子・久保            | 83票   | 24位 | かもめんたる・岩崎     | 48票   | 総投票数：5111票 | 総投票数：5111票       | 総投票数：5111票 |

### 第2回
| 順位 | メンバー               | 得票数 | 順位 | メンバー                | 得票数 | 順位             | メンバー               | 得票数           |
| ---- | ---------------------- | ------ | ---- | ----------------------- | ------ | ---------------- | ---------------------- | ---------------- |
| 1位  | 磁石・永沢             | 1784票 | 11位 | タイムマシーン3号・関   | 191票  | 21位             | マシンガンズ・西堀     | 73票             |
| 2位  | アルコ＆ピース・平子   | 1147票 | 12位 | ダブルブッキング・川元  | 175票  | 22位             | Hi-HI・岩崎            | 71票             |
| 3位  | 三拍子・高倉           | 964票  | 13位 | アルコ＆ピース・酒井    | 144票  | 23位             | ななめ45°・土谷        | 63票             |
| 4位  | オジンオズボーン・篠宮 | 865票  | 14位 | トップリード・新妻      | 136票  | 24位             | かもめんたる・う大     | 52票             |
| 5位  | 流れ星・瀧上           | 602票  | 15位 | マシンガンズ・滝沢      | 125票  | 25位             | 風藤松原・松原         | 43票             |
| 6位  | オジンオズボーン・高松 | 488票  | 16位 | キャン×キャン・長浜     | 105票  | 26位             | 三拍子・久保           | 33票             |
| 7位  | 磁石・佐々木           | 468票  | 17位 | 風藤松原・風藤          | 102票  | 27位             | キャン×キャン・玉城    | 31票             |
| 8位  | Hi-Hi・上田            | 332票  | 18位 | タイムマシーン3号・山本 | 98票   | 28位             | ダブルブッキング・黒田 | 16票             |
| 9位  | 流れ星・ちゅうえい     | 296票  | 19位 | ななめ45°・岡安         | 96票   | 29位             | ななめ45°・下池        | 4票              |
| 10位 | トップリード・和賀     | 194票  | 20位 | かもめんたる・槇尾      | 75票   | 総投票数：8743票 | 総投票数：8743票       | 総投票数：8743票 |

THE MANZAI2012で活躍し「オールナイトニッポンZERO」、「笑っていいとも!」のレギュラーとして大きく飛躍したアルコ＆ピースは平子が11位から2位へ、酒井が29位から13位へと大きく順位を伸ばした。同じくTHE MANZAIファイリストのオジンオズボーンも篠宮が8位から4位、高松が30位から6位という快挙を成し遂げている。下位3名（玉城・黒田・下池）は「富士山に登って頂上でFKDを宣伝する」という罰ゲームが与えられた。

## 主なイベント
- 2011年
  - 第1回公演『FKD48 1st LIVE～始動～』（2011年1月31日、座・高円寺2）
  - 『FKD48 TALK LIVE～始動後～』（2011年2月19日、渋谷公園通り・シアターD）
  - 第2回公演『FKD48 2nd LIVE～躍動～総選挙＆春の新ネタ祭り』（2011年5月20日、なかのZERO小ホール）
  - 『FKD48 TALK LIVE～忘年会～』（2011年7月15日、Asagaya/Loft A）
  - 第3回公演『FKD48 3rd LIVE～暗躍～』（2011年8月29日、座・高円寺2）
  - 『FKD48 企画LIVE～心・技・体～』（2011年9月19日、座・高円寺2）
  - 『FKD48 TALK LIVE～来年こそ～』（2011年12月26日、Asagaya/Loft A）
- 2012年
  - 第4回公演『FKD48 4th LIVE～明暗～』（2012年1月24日、座・高円寺2）
  - 『FKD48 TALK LIVE～大新年会～』（2012年3月9日、Asagaya/Loft A）
  - 第5回公演『FKD48 5th LIVE～明確～』（2012年4月24日、座・高円寺2）
  - 『FKD48 TALK LIVE～一触即発～』（2012年6月15日、新宿ロフトプラスワン）
  - 『FKD48 企画LIVE～一心同体～』（2012年8月28日、座・高円寺2）
  - 『FKD48 TALK LIVE～一代決心～』（2012年11月23日、新宿ロフトプラスワン）
- 2013年
  - 『FKD48 TALK LIVE～虎視眈々～』（2013年3月1日、新宿ロフトプラスワン）
  - 第6回公演『FKD48 6th LIVE～確信～』（2013年4月16日、なかのZERO）
  - 『FKD48 TALK LIVE～百花繚乱～』（2013年6月8日、新宿ロフトプラスワン）
  - 第7回公演『FKD48 7th LIVE～信念～』（2013年7月16日、なかのZERO）
  - 『FKD48 TALK LIVE～因果応報～』（2013年10月11日、新宿ロフトプラスワン）
- 2014年
  - 『FKD48 TALK LIVE～本末転倒～』（2014年1月16日、新宿ロフトプラスワン）
  - 『FKD48 TALK LIVE～悪戦苦闘～』（2014年5月26日、座・高円寺2）
  - 『LIVE ◆ FKD48. THEATER#1』（2014年11月13日、下北沢・しもきた空間リバティ）
- 2015年
  - 『LIVE ◆ FKD48. THEATER#3』（2015年2月12日、下北沢・しもきた空間リバティ）
  - 『K-PRO 一週間ぶっ通し興行二日目-FKDZ始動-FKDプレミアムトークライブ』（2015年5月23日、新宿劇場バティオス）
- 2016年
  - 『FKDZ5周年記念祭-完全無欠-』（2016年1月21日、座・高円寺2）
  - 『FKDZ 本公演 10th LIVE-day.1- ～展望～』（2016年2月18日、座・高円寺2）
  - 『FKDZ 本公演 10th LIVE-day.2- ～発展～』（2016年2月19日、座・高円寺2）
  - 『FKDZ TALK LIVE～大花見会～』（2016年4月8日、新宿ロフトプラスワン）
- 2018年
  - 『FKDZ 本公演 FKDZ 11th LIVE～再発～』（2018年6月12日、座・高円寺2）
  - 『FKDZ 本公演 FKDZ 12th LIVE～再会～』（2018年9月19日、北沢タウンホール）
- 2019年
  - 『K-PRO 一週間ぶっ通し興行三日目 FKDZ TALK LIVE-FKDよ、永遠に-』 (2019年5月23日、新宿劇場バティオス)
- 2020年
  - 『FKDZ 本公演 13th LIVE ～会心～』（2020年1月19日、座・高円寺2）
  - 第一回『FKDZミーティング』 (2020年4月19日、zoom有料配信)
- 2024年
  - 「FKD48〜Z伝説再び〜」(2024年4月24日開催予定、草月ホール)